# Toni Kinshofer

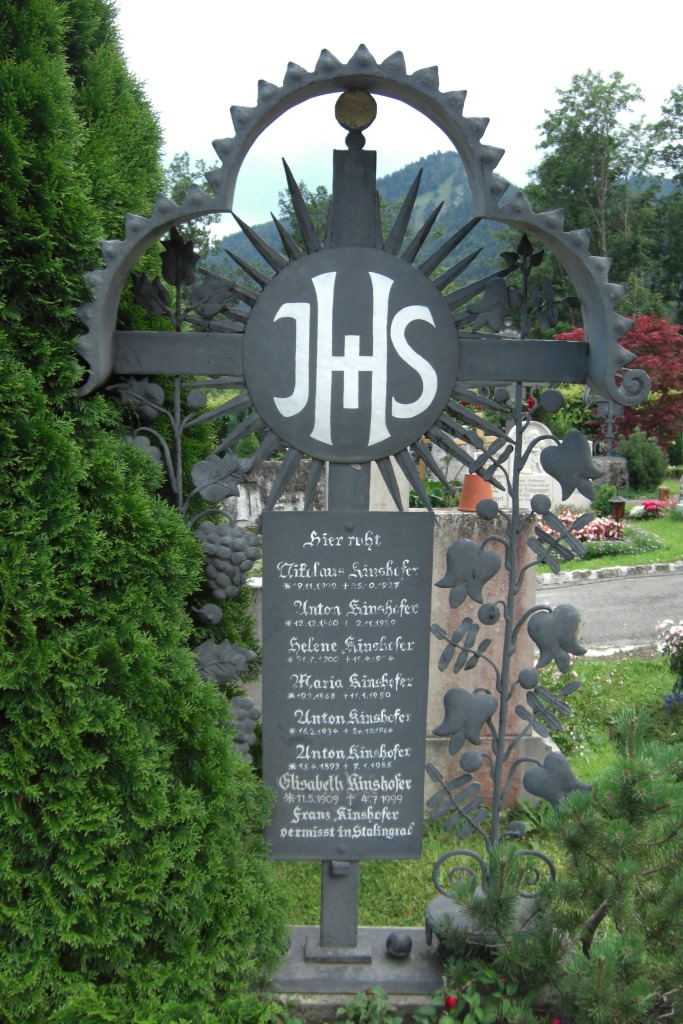
Tomba di Toni Kinshofer presso il Bergfriedhof a Bad Wiessee

Toni Kinshofer (Bad Wiessee, 16 febbraio 1934 – Baden-Baden, 24 ottobre 1964) è stato un alpinista tedesco, falegname di professione.

## Biografia
Il 23 giugno 1962, insieme a Siegfried Löw e Anderl Mannhardt, realizzò la prima salita del Nanga Parbat sulla parete Diamir e quindi la seconda ascensione della montagna. Insieme a Mannhardt, Toni Hiebeler e Walter Almberger, compì anche la prima salita invernale della parete nord dell'Eiger nel 1961. Poco prima, insieme a Mannhardt e Hiebeler, riuscì ad attraversare, per la prima volta, la cresta principale dei Monti del Karwendel in inverno. 
Altre sue imprese significative sono state: 
- 1958 Maukspitze-Westwand
- 1959 Tofana di Rozes
- 1960 Bonattipfeiler, 11. Begehung
- 1961 Monte Bianco-Brenvaflanke
- 1961 Grands-Charmoz-Nordwand
- 1963 „Franzosenführe“ an der Nordwand delle Tre Cime di Lavaredo

Il 24 ottobre del 1964 Kinshofer cadde nel giardino delle arrampicate del Battert nella Foresta Nera e morì poche ore dopo nell'ospedale di Baden-Baden. La sua tomba si trova nel cimitero montano di Bad Wiessee. 